# هال جارنر
هال جارنر (بالإنجليزية: Hal Garner)‏ هو لاعب كرة قدم أمريكية أمريكي، ولد في 18 يناير 1962 في نيو أيبيريا في الولايات المتحدة.

## وصلات خارجية
- هال جارنر على موقع مرجع كرة القدم المحترفة.كوم (الإنجليزية)